# 莫龍戈萊山
莫龍戈萊山(英語：Mount Morungole)是非洲國家烏干達的高山，位於該國東北部基代波河谷國家公園，毗鄰與蘇丹接壤的邊境，附近有蘇利亞山，海拔高度2,749米。